# Luis Nery Caballero
Luis Nery Caballero Chamorro (Asunción, 22 aprile 1990) è un calciatore paraguaiano, attaccante del Martín Ledesma.

## Carriera
Ha giocato come attaccante per il Kryl'ja Sovetov nel campionato di prima divisione russa. È figlio di Luis che disputò nel 1986 con la Nazionale paraguaiana il campionato mondiale di calcio in Messico. Convocato con la Nazionale paraguaiana Under-20 nel 2009, ha partecipato al Mondiale di categoria disputando 3 partite.